# Halové mistrovství Evropy v atletice 2017
34. Halové mistrovství Evropy v atletice se konalo v Bělehradě ve dnech 3.–5. března 2017.

## Medailisté

### Muži
| Soutěž            | Zlato                                                                      | Stříbro                                                            | Bronz                                                  |
| ----------------- | -------------------------------------------------------------------------- | ------------------------------------------------------------------ | ------------------------------------------------------ |
| 60 m              | Richard Kilty 6.54                                                         | Ján Volko 6.58                                                     | Austin Hamilton 6.63                                   |
| 400 m             | Pavel Maslák 45.77                                                         | Rafał Omelko 46.08                                                 | Liemarvin Bonevacia 46.26                              |
| 800 m             | Adam Kszczot 1:48.87                                                       | Andreas Bube 1:49.32                                               | Álvaro de Arriba 1:49:68                               |
| 1500 m            | Marcin Lewandowski 3:44.82                                                 | Kalle Berglund 3:45.56                                             | Filip Sasínek 3:45.89                                  |
| 3000 m            | Adel Mechaal 8:00.60                                                       | Henrik Ingebrigtsen 8:00.93                                        | Richard Ringer 8:01.01                                 |
| 60 m př.          | Andrew Pozzi 7.51                                                          | Pascal Martinot-Lagarde 7.52                                       | Petr Svoboda 7.53                                      |
| Štafeta 4 × 400 m | Kacper Kozłowski Łukasz Krawczuk Przemysław Waściński Rafał Omelko 3:06.99 | Robin Vanderbemden Julien Watrin Kévin Borlée Dylan Borlée 3:07.80 | Patrik Šorm Jan Tesař Jan Kubista Pavel Maslák 3:08.60 |
| Skok do výšky     | Sylwester Bednarek 232 cm                                                  | Robert Grabarz 230 cm                                              | Pavel Seliverstau 230 cm                               |
| Skok o tyči       | Piotr Lisek 5.85                                                           | Konstadinos Filippidis 5.85                                        | Paweł Wojciechowski 5.85                               |
| Skok daleký       | Izmir Smajlaj 808 cm                                                       | Michel Tornéus 808 cm                                              | Serhiy Nykyforov 807 cm                                |
| Trojskok          | Nelson Évora 17.20 m                                                       | Fabrizio Donato 17.13 m                                            | Max Hess 17.12 m                                       |
| Vrh koulí         | Konrad Bukowiecki 21,97 m                                                  | Tomáš Staněk 21,43 m                                               | David Storl 21,30 m                                    |
| Sedmiboj          | Kévin Mayer 6479 bodů                                                      | Jorge Ureña 6227 bodů                                              | Adam Sebastian Helcelet 6110 bodů                      |

### Ženy
| Soutěž            | Zlato                                                                          | Stříbro                                                      | Bronz                                                                 |
| ----------------- | ------------------------------------------------------------------------------ | ------------------------------------------------------------ | --------------------------------------------------------------------- |
| 60 m              | Asha Philipová 7.06                                                            | Ewa Swobodová 7.10                                           | Mujinga Kambundjiová 7.16                                             |
| 400 m             | Floria Gueï 51.90                                                              | Zuzana Hejnová 52.42                                         | Justyna Świętyová 52.52                                               |
| 800 m             | Selina Büchelová 2:00.38                                                       | Shelayna Oskan-Clarke 2:00.39                                | Aníta Hinriksdóttir 2:01.25                                           |
| 1500 m            | Laura Muirová 4:02.39                                                          | Konstanze Klosterhalfenová 4:04.45                           | Sofia Ennaoui 4:06.59                                                 |
| 3000 m            | Laura Muirová 8:35.67                                                          | Yasemin Can 8:43.46                                          | Eilish McColgan 8:47.43                                               |
| 60 m př.          | Cindy Rolederová 7.88                                                          | Alina Talajová 7.92                                          | Pamela Dutkiewiczová 7.95                                             |
| Štafeta 4 × 400 m | Patrycja Wyciszkiewicz Małgorzata Hołub Iga Baumgart Justyna Świętyová 3:29.94 | Eilidh Doyle Philippa Lowe Mary Iheke Laviai Nielsen 3:31.05 | Olha Bibik Tetyana Melnyk Anastasiya Bryzhina Olha Ljachovová 3:32.10 |
| Skok do výšky     | Airinė Palšytė 201 cm                                                          | Ruth Beitiaová 194 cm                                        | Julija Levčenková 194 cm                                              |
| Skok o tyči       | Katerina Stefanidiová 485 cm                                                   | Lisa Ryzihová 475 cm                                         | Angelica Bengtssonová Maryna Kylypko 455 cm                           |
| Skok daleký       | Ivana Španovićová 724 cm                                                       | Lorraine Ugen 697 cm                                         | Claudia Salman-Rath 694 cm                                            |
| Trojskok          | Kristin Gierischová14,37 m                                                     | Patrícia Mamonaová 14,32 m                                   | Paraskevi Papachristouová 14,24 m                                     |
| Vrh koulí         | Anita Mártonová 19,28 m                                                        | Radoslava Mavrodieva 18,36 m                                 | Julija Lencjuk 18,32 m                                                |
| Pětiboj           | Nafissatou Thiamová 4870 bodů                                                  | Ivona Dadicová 4767 bodů                                     | Györgyi Zsivoczky-Farkas 4723 bodů                                    |